# Никола Ивковић
Никола Ивковић (Сомбор, 1874 – Нови Сад, 1952) био је српски трговац и члан знамените новосадске породице Ивковић.

## Биографија
Никола је рођен 1874. године. Његов отац био је Василије а мајка Софија. Пар је поред Николе имао још троје деце, Ђорђа, Милана и Марију. Василије је био занатлија папуџија и опанчар.  
Никола је отворио велику радионицу и продавницу црквеног мобилијара у Дунавској улици бр. 27 у Новом Саду. Своју продавницу снабдевао је богослужним предметима и иконама из Русије, Чешке и остатка Европе, а материјал за израду свештеничке одеће увозио је из Француске. Имао је поруџбине како од становника са Балкана, тако и од исељеника у Европи и Америци.
Имао је двојицу синова, Светислава и Радомира, и кћер Владиславу. Синови су после школовања у Бечу и Новом Саду преузели очеву продавницу.
Никола је преминуо 1952. године и сахрањен је на Алмашком гробљу у Новом Саду. Његова заоставштина чувао се у Одељењу за културну историју Музеја града Новог Сада.